# Metaleptyphantes dentiferens
Metaleptyphantes dentiferens là một loài nhện trong họ Linyphiidae.
Loài này thuộc chi Metaleptyphantes. Metaleptyphantes dentiferens được Robert Bosmans miêu tả năm 1979.